# معبد کانتاجیو
معبد کانتاناگار که معمولاً به عنوان معبد کانتاجی یا معبد کانتاجو (بنگالی: কান্তজীর মন্দির) در کانتاناگار شناخته می شود، یک معبد هندو در دیناجپور، بنگلادش است. معبد کانتاجی یک بنای مذهبی متعلق به قرن هجدهم است. این معبد متعلق به کانتا یا کریشنا هندو است و این معبد در بنگال محبوبیت زیادی در فرقه رادا-کریشنا (مجموعه عشق به یاد ماندنی) دارد. این معبد به کریشنا و همسرش روکمینی تقدیم شده است.  ساخت آن توسط مهاراجا پران نات، در سال ۱۷۰۴ پس از میلاد آغاز شد و در زمان سلطنت پسرش راجا رامنات در سال ۱۷۲۲ میلادی به پایان رسید. این یک نمونه از معماری سفالی در بنگلادش است و زمانی دارای ۹ گلدسته بود، اما همه آنها در زلزله ای که در سال ۱۸۹۷ رخ داد نابود شدند.

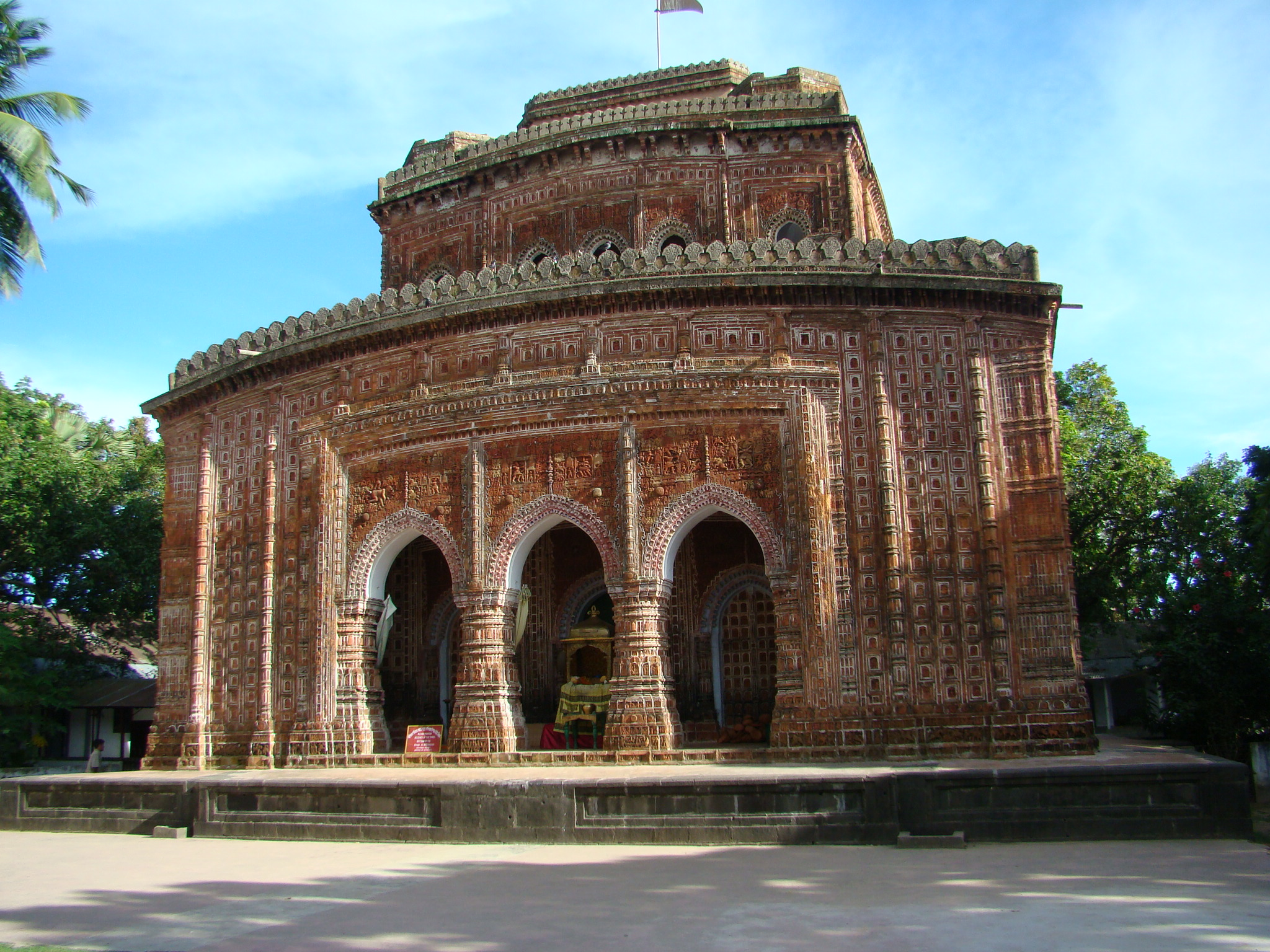

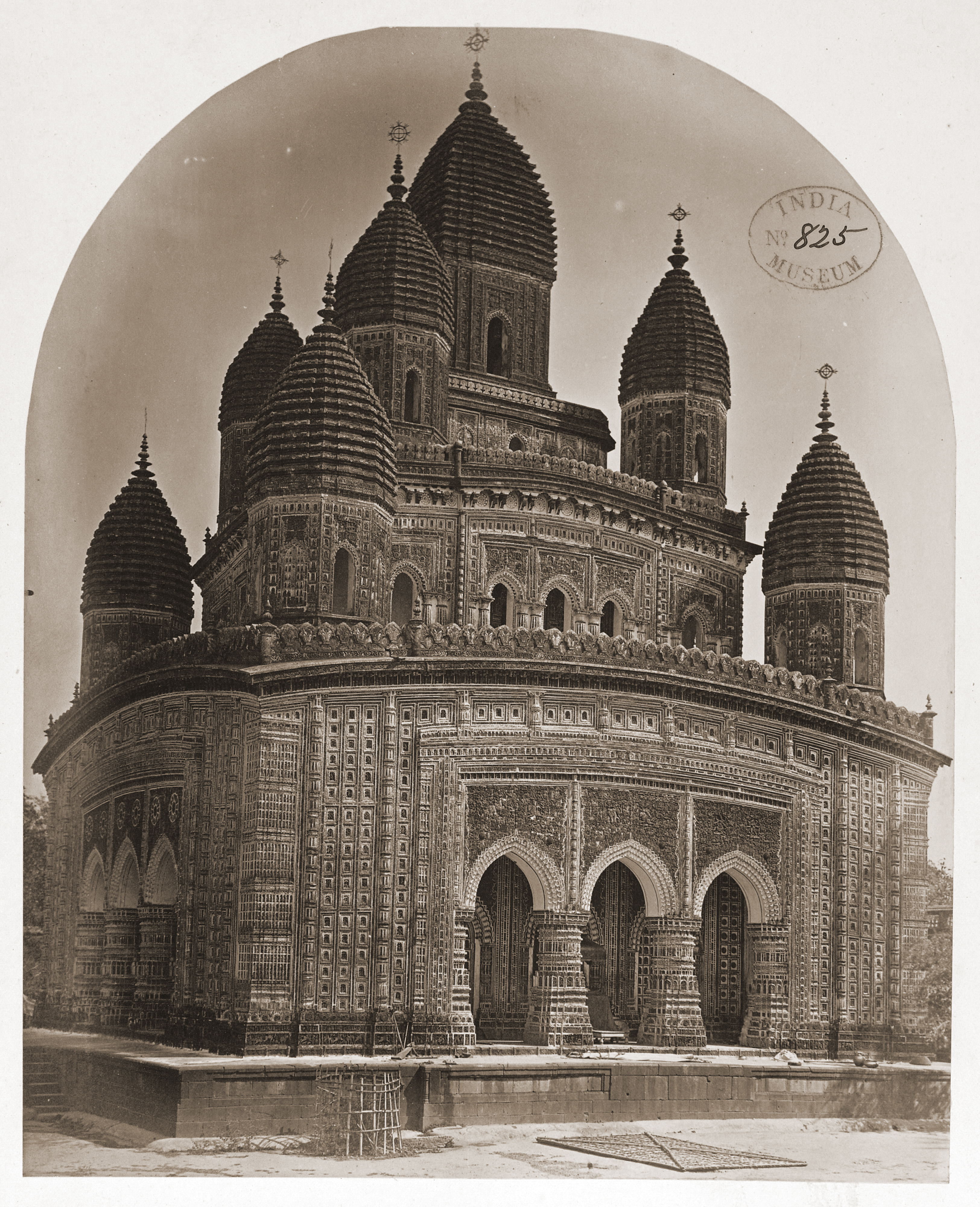

*نگاره ای از معبد در سال ۱۸۷۰ میلادی

## معماری
این معبد قبل از ویرانی های ناشی از زلزله سال ۱۸۹۷ به سبک ناواراتنا (نه گل) ساخته شده است. از ویژگی های بارز این بناها می توان به چهار قوس چند شاخه ای در مرکز و عریض، سطح گچ بری شده دیوارها دارای مستطیل شکل و بسیار زیاد اشاره کرد. تابلوهای مربعی، برجستگی طاق‌نمای مرکزی و محراب مرکزی با کمی بزرگ‌تر کردن و قرار گرفتن در یک پیشانی برجسته در جهات بیرونی، استفاده از برجک‌های زینتی در دو طرف پیشانی، روزنه‌های نیمه هشت‌ضلعی محراب، طاق‌نما. با باز شدن زیر نیم گنبدها، مقرنس‌های ایرانی با گچ بری در داخل نیم گنبدها بر روی طاق های ورودی و طاقچه های محراب، طرح پیازی گنبدها با گردن‌های ساخته شده، گنبدهایی بر روی طبل های هشت ضلعی با پایانه های نیلوفر آبی و کالاسا به عنوان عناصر تاج،  آویزهای گرد برای تکمیل مرحله انتقال گنبدها و برج های گوشه ای چند وجهی که بر فراز جانواره های افقی بلند شده اند.

## نگارخانه

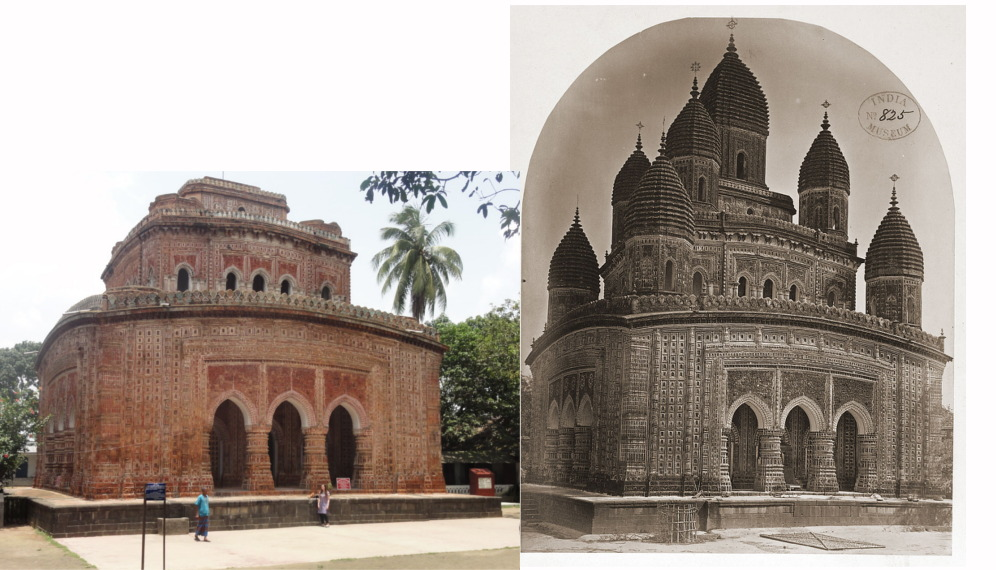

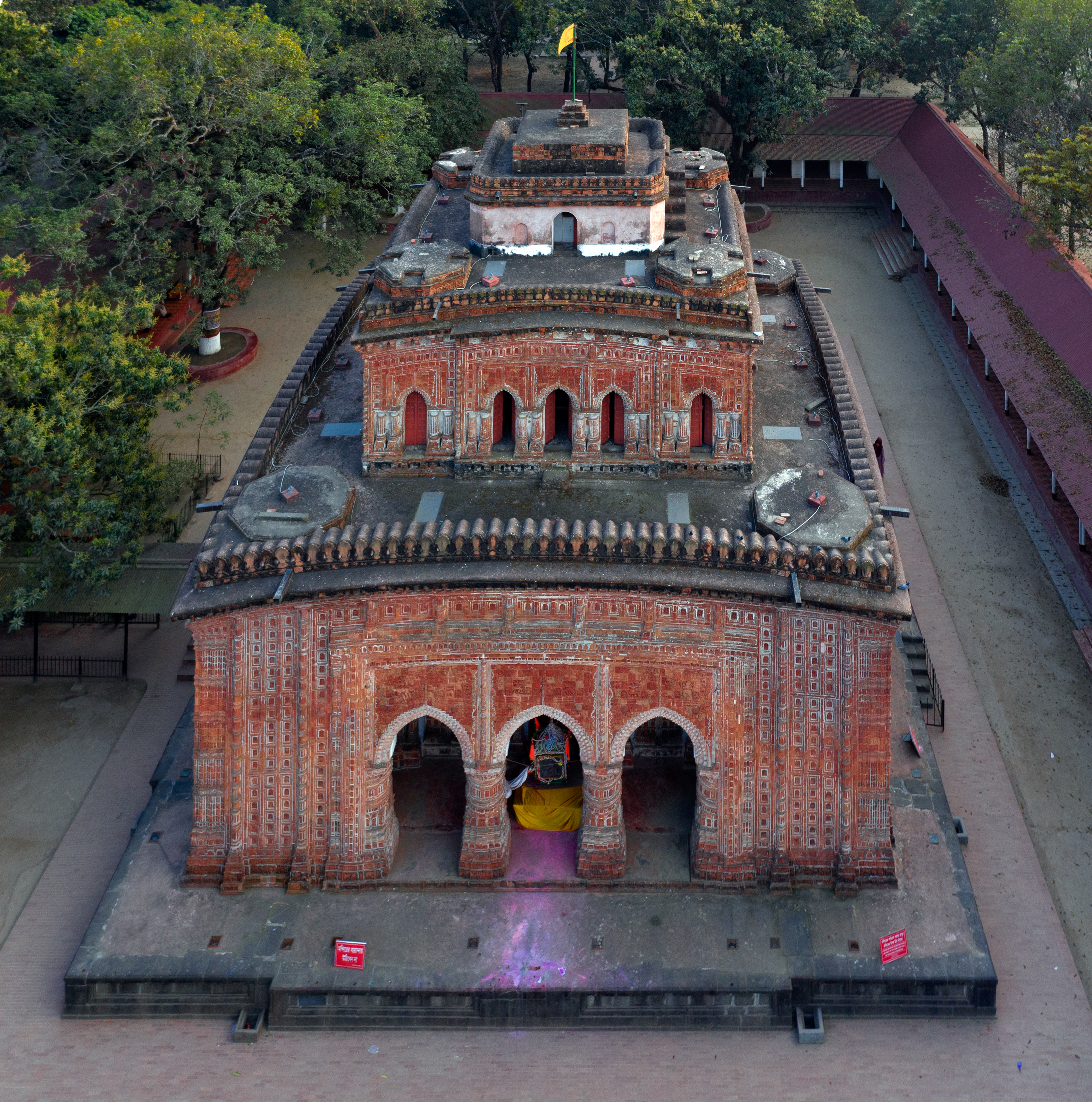